# Грунауська волость
Грунауська волость — історична адміністративно-територіальна одиниця Маріупольського повіту Катеринославської губернії із центром у колонії Грунау (Олександро-Невський).
Станом на 1886 рік складалася з 16 поселень, 16 сільських громад. Населення — 11732 осіб (6061 чоловічої статі та 5671 — жіночої), 781 дворових господарств.
|                     | Площа, десятин | У тому числі орної, дес. |
| ------------------- | -------------- | ------------------------ |
| Сільських громад    | 30639          | 18714                    |
| Приватної власності | 2073           | 1200                     |
| Казенної власності  | —              | —                        |
| Іншої власності     | 909            | 899                      |
| Загалом             | 33621          | 20813                    |

Поселення волості:
- Грунау (тепер Розівка), німецька колонія №6 над річкою Каратиш, 58 подвір'їв, 848 мешканців, волосне правління, лютеранська кірха, школа, 3 лавки, 2 ренск. погр., 3 ярмарки, гостьове подвір'я
- Біломежа (Біловеж), німецька колонія №20 над річкою Кальчик, 42 подвір'я, 960 мешканців, школа, лавка
- Віккерау (тепер Кузнецівка), німецька колонія №8 у джерел річки Сухої Яли, 41 подвір'я, 706 мешканців, школа
- Гросс-Вернер (тепер не існує, розташовувалося на заході від Кам'яних могил), німецька колонія №24 над річкою Каратиш, 41 подвір'я, 991 мешканців, молитовний будинок, 2 школи
- Кальчинівка, німецька колонія №21 над річкою Кальчик, 34 подвір'я, 583 мешканців, школа, гостьове подвір'я
- Кіршвальд (тепер Вишнювате), німецька колонія №1 над річкою Кальчик і Кременчук, 43 подвір'я, 769 мешканців, школа, слюсарний завод, лавка
- Клейме-Вердер (Малий Вердер; тепер Першотравневе), німецька колонія №23 над річкою Бесташ, 36 подвір'я, 610 мешканців, школа
- Кронсдорф (тепер північна частина Розівки), німецька колонія №5 над річкою Каратиш, 51 подвір'я, 751 мешканців, школа, фарбувальний завод, слюсарний завод, лавка
- Ней-Ямбург (тепер Новокраснівка), німецька колонія №27 у верхів'ях балки Мала Бодня, 71 подвір'я, 552 мешканців, молитовний будинок, школа, лавка
- Новокерменчик (Дордоб або Дурдуба; тепер Новомлинівка), грецька колонія у верхів'ях річки Мокрі Яли, 111 подвір'їв, 611 мешканців, молитовний будинок, школа, 2 лавки
- Рейхенберг (тепер Багатівка), німецька колонія №9 у верхів'ях річки Сухі Яли, 41 подвір'я, 425 мешканців, школа, лавка
- Розенберг (тепер Зоряне), німецька колонія №7 у верхів'ях річки Сухі Яли, 41 подвір'я, 691 мешканців, школа
- Розенгартен (тепер північна частина Листвянки), німецька колонія №3 над річкою Кальчик, 42 подвір'я, 819 мешканців, школа
- Рунде-Візе (тепер Луганське), німецька колонія №22 над балкою Бесташ, 32 подвір'я, 713 мешканців, школа, гостьове подвір'я
- Тігенгоф (тепер Вільне), німецька колонія №2 над річкою Кременчук, 54 подвір'я, 824 мешканців, школа, лавка
- Шенбаум (тепер Листвянка), німецька колонія №4 над річкою Кальчик, 43 подвір'я, 670 мешканців, школа, лавка